# Michael Edgson
Michael Edgson, né le 6 mai 1969 à North Vancouver au Canada, est un nageur canadien. Malvoyant, il a participé à 3 paralympiades de 1984 à 1992 dans la catégorie B3. 

## Biographie
Il a ainsi remporté 22 médailles paralympiques dont 18 médailles d'or, ce qui fait de lui le sportif masculin le plus titré des Jeux paralympiques, Trischa Zorn étant de loin l'athlète la plus titrée – deux sexes confondus –, des Jeux paralympiques, avec 41 médailles d'or.